# Irena Bieniek-Kotela

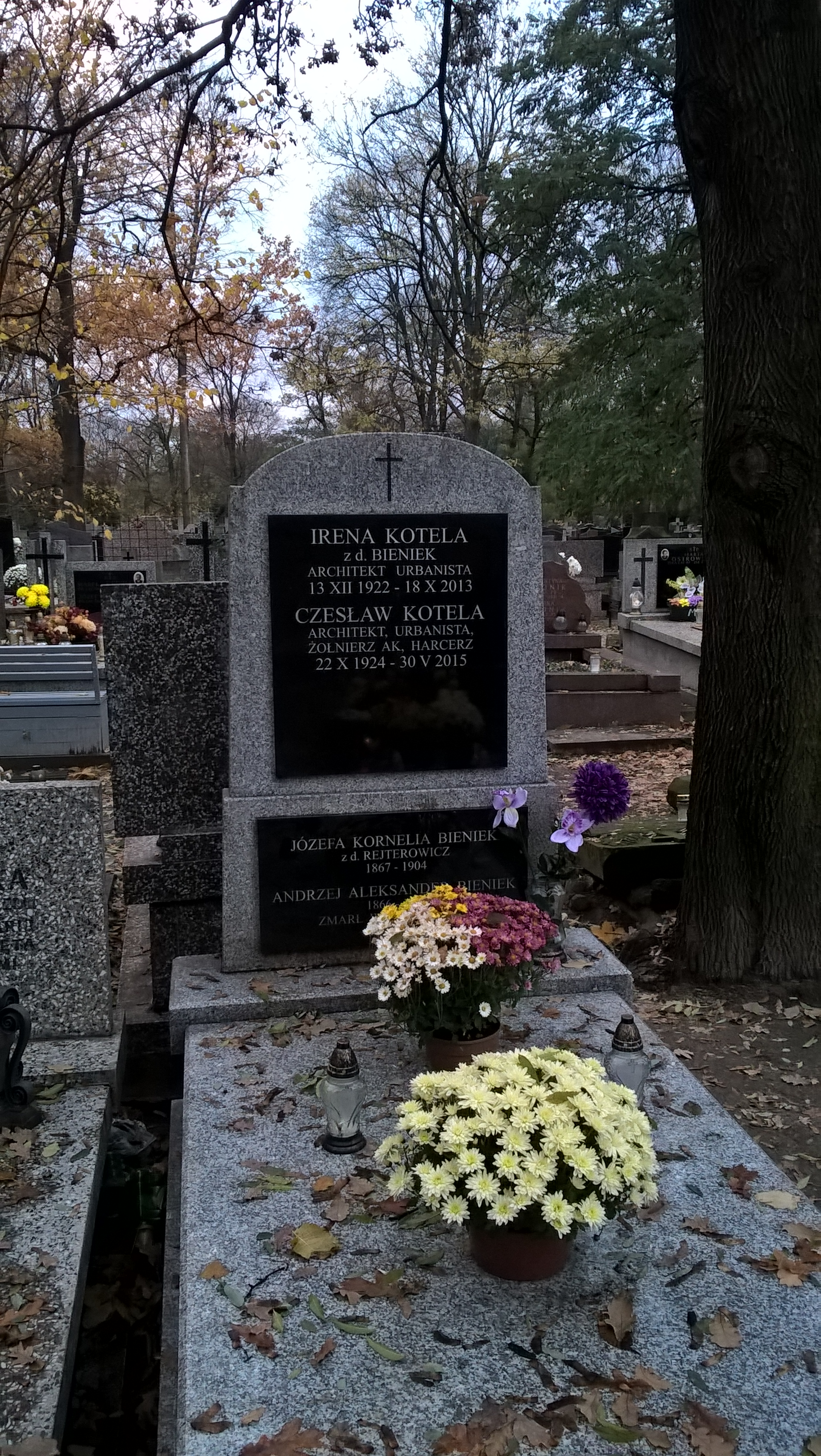
La tumba de Irena y Czeslaw Kotelów, en el cementerio de Bródno.

Irena Bieniek-Kotela (nacida el 13 de diciembre de 1922 en Varsovia - fallecida 18 de octubre de 2013 en la misma ciudad ) fue una arquitecta y urbanista polaca, autora de estudios y publicaciones dedicadas a la arquitectura de Varsovia, Czestochowa y de las ciudades de la región de Silesia. Miembro de la Asociación de Arquitectos Polacos (SARP) y la Sociedad de Urbanistas polaca.
Se graduó de la Facultad de Arquitectura de la Universidad Politécnica de Varsovia en 1952. Junto con su marido, Czeslaw Kotela, fue fundadora del primer plan de desarrollo de Czestochowa (1951-1954), incluyendo, entre otros proyectos, la Avenida transversal al eje de la comunicación (es decir, el eje de trabajo), así como cofundadora de la zona turística Jaszowiec en la zona balneario de Ustroń, por el que fue galardonada por la Asociación de Arquitectos Polacos.